# ساوت‌وست، ویچیتا، کانزاس
ساوت‌وست (به انگلیسی: Southwest) یک منطقهٔ مسکونی در ایالات متحده آمریکا است که در کانزاس واقع شده‌است. ساوت‌وست ۱۳٬۶۰۷ نفر جمعیت دارد و ۳۹۱٫۳۷ متر بالاتر از سطح دریا واقع شده‌است.